# Prix Anni-Polva
Le prix Anni-Polva (finnois : Anni Polva -palkinto) est un prix littéraire de Finlande,.

## Description
Le prix récompense des œuvres de littérature pour enfants de qualité.
Il est intitulé en l'honneur d'Anni Polva et décerné par l'Association des écrivains du Sud-Ouest de la Finlande.

## Liste des lauréats
| Année | Auteur            | Ouvrage                       | Série               | autres nominations |
| ----- | ----------------- | ----------------------------- | ------------------- | --- |
| 2007  | Jukka Parkkinen   | Karhukirjeitä kaamoksesta     | Karhukirjeitä       | |
| 2009  | Sari Peltoniemi   | Soita minulle, Kukka Kaalinen | Kukka Kaalinen      | Vilja-Tuulia Huotarinen : Siljan syksy Marvi Jalo : Ruskaratsu Tuula Kallioniemi : Karoliina ja noidutut tossut Päivi Romppainen : Vilma ja kadonneet koirat Kalle Veirto : Etsivätoimisto Henkka ja Kivimutka ja keltainen polkupyörä |
| 2011  | Anneli Kanto      | Huippuvalmentaja              | Futistyttö          | Tuula Kallioniemi : Konsta, talenttitähti Tuija Lehtinen : Rebekka - Mansikoita ja Morsiusneitoja Jari Mäkipää : Etsivätoimisto Hurrikaani ja mysteeri Lontoossa Tittamari Marttinen : Viivi Pusu ja omenankukkien yö                  |
| 2013  | Netta Walldén     | Ruben ja ratikkaralli         | Rubenin tutkimuksia | J. S. Meresmaa : Mifongin perintö Timo Parvela : Ella ja kaverit menevät metsään Veera Salmi : Puluboin ja Ponin loisketiivis kirja Mila Teräs : Telma ja Kuiskausten koulu                                                            |
| 2015  | Laura Lähteenmäki | Kaiken peittävä tulva         | North End           | Juha-Pekka Koskinen : Lumottu lelutehdas Päivi Lukkarila : Ihana Panda Teija Rekola : Eetu ja nokkelat neropatit |